# Bandiera dell'Australia Occidentale
La bandiera dell'Australia Occidentale è una Blue Ensign con a destra lo stemma dello stato.
Lo stemma ha forma circolare ed è di colore oro con al centro un cigno nero, uccello autoctono.
L'attuale bandiera è stata adottata dal governo dell'Australia Occidentale nel 1953.
Il cigno nero è da sempre stato il simbolo dell'Australia Occidentale, infatti l'originale colonia era chiamata Swan River Colony (Colonia del fiume del cigno).

## Bandiera precedente

La bandiera in uso dal 1870 al 1953

La prima bandiera dell'Australia Occidentale fu adottata nel 1870 ed era piuttosto simile all'attuale. L'unica differenza era che il cigno non era rivolto verso l'asta. La direzione del cigno fu modificata per attenersi ai principi della vessillologia per cui gli animali nelle bandiere devono avere la faccia rivolta verso l'asta. Il cigno rimane nella sua direzione originale sullo stemma dell'Australia.